# Jean-Guy Rakodondravahatra
Jean-Guy Rakodondravahatra MS (* 2. Februar 1934 in Tsarahonenana; † 21. September 1996) war ein madagassischer römisch-katholischer Ordensgeistlicher und Bischof von Ihosy.

## Leben
Jean-Guy Rakodondravahatra trat der Ordensgemeinschaft der Missionare Unserer lieben Frau von La Salette bei und empfing am 19. Juli 1960 das Sakrament der Priesterweihe.
Am 25. März 1972 ernannte ihn Papst Paul VI. zum Bischof von Ihosy. Der Bischof von Antsirabé, Claude Rolland MS, spendete ihm am 2. Juli desselben Jahres in Ambohibary die Bischofsweihe; Mitkonsekratoren waren der Bischof von Farafangana, Victor Razafimahatratra SJ, und der Bischof von Fort-Dauphin, Jean-Pierre-Dominique Zévaco CM.
Von 1992 bis 1996 fungierte Rakodondravahatra zudem als Präsident der Madagassischen Bischofskonferenz.